# Lomadonta albisigna
Lomadonta albisigna är en fjärilsart som beskrevs av Druce 1910. Lomadonta albisigna ingår i släktet Lomadonta och familjen tofsspinnare. Inga underarter finns listade i Catalogue of Life.